# سیارک ۱۰۶۷۰
سیارک ۱۰۶۷۰ (به انگلیسی: 10670 Seminozhenko، نامگذاری:1977PP1) ده هزار و ششصد و هفتاد و یکمین سیارک کشف شده‌است که در ۱۴ اوت ۱۹۷۷ کشف شد.
قدر مطلق سیارک برابر ۲۸.۲ است.